# Косые Харчевни
Косы́е Харче́вни — деревня в Ефимовском городском поселении Бокситогорского района Ленинградской области.

## История
Упоминается на карте Новгородского наместничества 1792 года А. М. Вильбрехта, как деревня Харчевни.
Согласно X-ой ревизии 1857 года:

КОСЫЕ ХАРЧЕВНИ (ЗАРУЧЬЕ) — деревня, принадлежит Шаховской: хозяйств — 20, жителей: 59 м. п.,62 ж. п., всего 121 чел.;
 Эртель: хозяйств — 12, жителей: 34 м. п., 30 ж. п., всего 64 чел.

По земской переписи 1895 года:

  
КОСЫЕ ХАРЧЕВНИ (ЗАРУЧЬЕ) — деревня, крестьяне бывшие Шаховской: хозяйств  — 26, жителей: 74 м. п., 68 ж. п., всего 142 чел.; 
крестьяне бывшие Эртель: хозяйств  — 9, жителей: 25 м. п., 31 ж. п., всего 57 чел.;
 Собственники: хозяйств  — 2, жителей: 6 м. п., 11 ж. п., всего 17 чел.

«Список населённых мест Новгородской губернии» описывал деревню так:

КОСЫЕ ХАРЧЕВНИ ПЕРВЫЕ — деревня Заголоденского сельского общества и частных владельцев при колодцах и Тихвинском почтовом тракте, число дворов — 9, число домов — 13, число жителей: 34 м. п., 29 ж. п.; Церковно-приходская школа «Заголодненская». Смежна с деревней Косые Харчевни II.

КОСЫЕ ХАРЧЕВНИ ВТОРЫЕ — деревня Заголоденского сельского общества при озере Заголодненском и Тихвинском почтовом тракте, число дворов — 34, число домов — 57, число жителей: 109 м. п., 111 ж. п.; Почтовая станция. Смежна с деревней Косые Харчевни I. (1910 год)

Деревня административно относилась к Соминской волости 1-го земского участка 3-го стана Устюженского уезда Новгородской губернии.

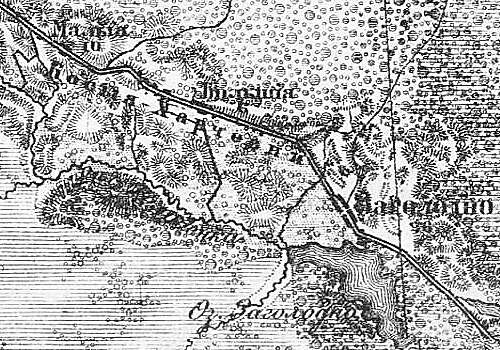
Деревня Косые Харчевни на карте 1917 года

Согласно военно-топографической карте Петроградской и Новгородской губерний издания 1917 года деревня Косые-Харчевни состояла из двух частей Малые и Большие. В Малых было 10 крестьянских дворов, в Больших — 6. К северо-западу от деревни находилась Почтовая станция Никольская.
С 1917 по 1918 год деревня входила в состав Тарантаевской волости Тихвинского уезда Новгородской губернии. 
С 1918 года, в составе Череповецкой губернии.
С 1924 года, в составе Соминской волости Устюженского уезда.
С 1927 года, в составе Заголодненского сельсовета Ефимовского района.
По данным 1933 года деревня Косые Харчевни являлась административным центром Заголодненского сельсовета Ефимовского района, в который входили 3 населённых пункта: деревни Заголодно, Косые Харчевни и Чудцы, общей численностью населения 1073 человека.
По данным 1936 года в состав Заголодненского сельсовета входили 4 населённых пункта, 235 хозяйств и 3 колхоза.
Во время Великой Отечественной войны большая часть мужчин была призвана на фронт, откуда многие не вернулись. В деревне Заголодно установлен памятник односельчанам из обеих деревень, погибшим в войне.
С 1959 года, в составе Ефимовского сельсовета.
С 1965 года, в составе Бокситогорского района. В 1965 году население деревни составляло 133 человека.
По данным 1966, 1973 и 1990 годов деревня Косые Харчевни также входила в состав Ефимовского сельсовета.
В 1997 году в деревне Косые Харчевни Ефимовской волости проживали 62 человека, в 2002 году — 43 человека (русские — 96 %).
В 2007 году в деревне Косые Харчевни Ефимовского ГП проживали 39 человек, в 2010 году — 34, в 2015 году — 37, в 2016 году — также 37 человек.

## География
Деревня расположена в центральной части района на автодороге А114 (Вологда — Новая Ладога) в месте примыкания к ней автодороги 41К-032 (Заголодно — Сидорово — Радогощь).
Расстояние до административного центра поселения — 6 км.
Расстояние до ближайшей железнодорожной станции Ефимовская — 6 км.
Деревня находится на левом берегу реки Хвоенка.

## Демография
| 1997 | 2002 | 2007 | 2010 | 2017 |
| ---- | ---- | ---- | ---- | ---- |
| 62   | ↘43  | ↘39  | ↘34  | →34  |

## Фото

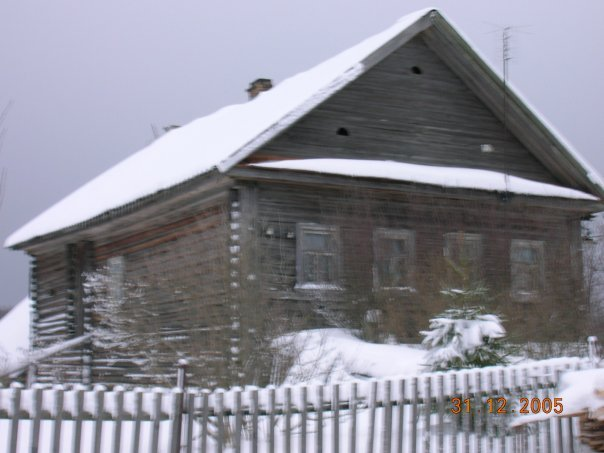
Здание бывшей церковно-приходской школы в Косых Харчевнях. Число учащихся до революции достигало 150 человек